# Adriano Luz
Adriano Manuel Vieira da Luz, com o nome artístico Adriano Luz (Porto, 9 de Abril de 1959), é um actor, encenador, dobrador e realizador português.
Estudou Engenharia na Faculdade do Porto, para poder fugir à tropa, mas não chegou a concluir o curso. Fez parte do GAC (Grupo de Ação Cultural), onde conheceu figuras como Zeca Afonso e José Mário Branco. Deu nas vistas e foi convidado por João Mota para trabalhar na Comuna.
Atualmente, também ocupa o cargo de diretor artístico na SP Televisão.
É casado com a atriz Carla de Sá.

## Carreira
Como actor integrou o elenco da Comuna - Teatro de Pesquisa, Teatro Aberto, Teatro Experimental de Leiria, Projecto Fernando Gomes, Teatro da Cornucópia, Teatro da Malaposta, Teatro Nacional D. Maria II, Projecto Inter Cidades, Teatro Nacional S. João.
Trabalhou como encenador no Teatro da Cornucópia, Teatro Monumental, Teatro Villaret e Teatro Nacional D. Maria II e dirigiu para o Teatro São Luiz os musicais O Assobio da Cobra, a partir de canções de João Monge e Manuel Paulo, e Cabeças No Ar a partir de canções de Carlos Tê.
Um dos seus primeiros trabalhos no cinema foi o filme Filha da Mãe (1990) de João Canijo. Segue-se A Idade Maior (1991) de Teresa Villaverde, Rosa Negra (1992) de Margarida Gil e O Homem do Comboio (1997) de Edgar Pêra. Volta a trabalhar com João Canijo nos filmes Sapatos Pretos (1998) e Ganhar a Vida (2001). Participou ainda noutros títulos, como Tráfico (1998) e O Fatalista (2005) de João Botelho, A Falha (2001) e 451 Forte (2000) de João Mário Grilo, Tarde Demais (2000) e Lobos (2006) José Nascimento, Camarate (2001) de Luís Filipe Rocha e A Costa dos Murmúrios (2003) de Margarida Cardoso.
Em 2010 participa em  Mistérios de Lisboa como Padre Dinis. A seguir
entra no filme Linhas de Wellington.
Em 2013, atuou no filme Comboio Noturno Para Lisboa - adaptação do livro de mesmo nome escrito por Pascal Mercier - no papel de Rui Luis Mendes, o carniceiro de Lisboa.
Participa em Yvone Kane e em Os Maias na adaptação de João Botelho.

## Cinema
- 1990 - Filha da Mãe .... Víctor
- 1990 - Segno di Fuoco .... Actor amigo
- 1991 - A Idade Maior .... Homem no Café
- 1992 - Rosa Negra .... Filipe
- 1998 - Tráfico .... Hélio
- 1998 - Sapatos Pretos .... Pinto
- 2000 - Tarde Demais .... Manel
- 2000 - 451 Forte .... Zé Alberto
- 2001 - A Bomba .... Terrorista 1
- 2001 - Camarate .... André
- 2001 - Ganhar a Vida .... Adelino
- 2002 - A Falha .... Manuel
- 2002 - O Rapaz do Trapézio Voador .... José Lopes
- 2004 - A Costa dos Murmúrios .... Jaime Forza Leal
- 2005 - O Fatalista .... Marido
- 2006 - Coisa Ruim .... Xavier Oliveira Monteiro
- 2007 - Dot.com ..... Padre Felicidade
- 2007 - Lobos .... Manel
- 2008 - Aljubarrota .... Fernão Lopes
- 2008 - Entre os Dedos
- 2010 - Mistérios de Lisboa .... Padre Dinis
- 2010 - Respiro
- 2011 - Demain? .... Santiago Agustini
- 2012 - Linhas de Wellington .... Bordalo
- 2012 - Até Amanhã, Camaradas
- 2012 - Photo .... Sérgio (Voz)
- 2013 - Comboio Noturno Para Lisboa .... Rui Luis Mendes, o carniceiro de Lisboa
- 2013 - Quarta Divisão .... Machado
- 2014 - Yvone Kane .... Alex
- 2014 - Os Maias .... Conde de Gouvarinho
- 2015 - John From .... Pai
- 2015 - As Mil e Uma Noites: Volume 1, O Inquieto .... Pai do Ladrão Amável
- 2015 - As Mil e Uma Noites: Volume 2, O Desolado .... Sindicalista / Luís
- 2016 - São Jorge .... Sousa
- 2020 - O Filme do Bruno Aleixo .... Toninho
- 2021 - O Lobo Solitário .... Vítor Lobo

## Televisão
| Ano         | Projeto                  | Papel                   | Notas                              | Canal |
| ----------- | ------------------------ | ----------------------- | ---------------------------------- | ----- |
| 1988 - 1989 | Duarte e Companhia       | Guarda-Costas           | Pequena Participação               | RTP1  |
| 1990        | Alentejo sem Lei         | Negas                   | Elenco Principal                   | RTP1  |
| 1993        | Bando dos Quatro         | Quim                    | Elenco Principal                   | RTP1  |
| 1993        | Nico d'Obra              | Sidónio                 | Pequena Participação               | RTP1  |
| 1994        | O Grande Ira             | Joaquim                 | Elenco Principal                   | RTP1  |
| 1995 - 1996 | A Mulher do Sr. Ministro | Carlos                  | Elenco Principal                   | RTP1  |
| 1995 - 1996 | Noite de Reis            | Bobo                    | Elenco Principal                   | RTP1  |
| 1996        | Camilo & Filho Lda.      | Tony Ribeiro            | Pequena Participação               | SIC   |
| 1996        | Pensão Estrela           | Maurício                | Pequena Participação               | SIC   |
| 1997        | Senhores Doutores        | Dr. Jorge Oliveira      |                                    | RTP1  |
| 1998 - 1999 | Débora                   | Tony Ribeiro            | Elenco Principal                   | RTP1  |
| 1999        | Uma Casa em Fanicos      | Eugénio                 | Pequena Participação               | RTP1  |
| 1999        | O Fura-Vidas             | Eugénio                 | Pequena Participação               | SIC   |
| 2000        | Raia dos Medos           | Zé D'Olaia              | Elenco Principal                   | RTP1  |
| 2001        | A Febre do Ouro Negro    | Ricardo de Magalhães    | Elenco Principal                   | RTP1  |
| 2002        | Sociedade Anónima        | Carlos                  | Elenco Principal                   | RTP1  |
| 2002        | Fúria de Viver           | Joaquim Sarmento        | Elenco Principal                   | SIC   |
| 2002        | Sonhos Traídos           | Miguel                  | Co- Protagonista                   | TVI   |
| 2004        | A Ferreirinha            | Dr. Edmundo             | Elenco Principal                   | RTP1  |
| 2004        | Ana e os Sete            | Mário Vilas             | Elenco Principal                   | TVI   |
| 2004 - 2005 | Inspetor Max             | Lúcio Andrade           | Participação Especial              | TVI   |
| 2004 - 2005 | Inspetor Max             | Bob Santiago            | Participação Especial              | TVI   |
| 2005        | Até Amanhã, Camaradas    | Manuel Rato             | Elenco Principal                   | RTP1  |
| 2005        | Dei-te Quase Tudo        | Afonso Capelo           | Participação Especial              | TVI   |
| 2006 - 2007 | Tempo de Viver           | Vicente Amaral          | Participação Especial              | TVI   |
| 2007        | Ilha dos Amores          | Jaime Valente           | Participação Especial              | TVI   |
| 2007        | Nome de Código: Sintra   | Ramalho                 | Elenco principal                   | RTP1  |
| 2008        | O Dia do Regicídio       | João Franco             | Elenco principal                   | RTP1  |
| 2008        | Casos da Vida            | Miguel                  | Episódio "O Caso Mariana"          | TVI   |
| 2008        | Casos da Vida            | Mário                   | Episódio "Polaróides da minha avó" | TVI   |
| 2008 - 2009 | Equador                  | Germano André Valente   | Elenco Principal                   | TVI   |
| 2009 - 2010 | Sentimentos              | Eduardo Coutinho        | Elenco Principal                   | TVI   |
| 2010 - 2011 | Espírito Indomável       | Ambrósio Ramos          | Elenco Principal                   | TVI   |
| 2011 - 2012 | Remédio Santo            | Armando Ferreira Borges | Protagonista                       | TVI   |
| 2013 - 2014 | Destinos Cruzados        | Raimundo Coentrinhos    | Elenco Principal                   | TVI   |
| 2015 - 2016 | Poderosas                | Julião Rocha            | Elenco Principal                   | SIC   |
| 2017 - 2018 | Paixão                   | Francisco Vaz           | Elenco Principal                   | SIC   |
| 2019        | Sul                      | Humberto                | Protagonista                       | RTP1  |
| 2019 - 2020 | Terra Brava              | Jorge Ferraz            | Participação Especial              | SIC   |
| 2020        | A Espia                  | Agostinho Lourenço      | Participação Especial              | RTP1  |
| 2020 - 2021 | Conta-me como Foi        | Alfredo                 | Elenco Principal                   | RTP1  |
| 2020 - 2021 | Auga Seca                | Lázaro Medeiros         | Elenco Principal                   | RTP1  |
| 2020 - 2021 | Glória                   | Alexandre Petrovsky     | Elenco Principal                   | RTP1  |
| 2022        | Cuba Libre               | Fernando da Silva Pais  | Elenco Principal                   | RTP1  |
| 2022        | Sangue Oculto            | Alberto Mesquita        | Participação Especial              | SIC   |
| 2023        | Codex 632                | Florêncio de Melo       | Elenco Adicional                   | RTP1  |
| 2024        | O Americano              | Inspetor Godinho        | Elenco Principal                   | RTP1  |
| 2024        | A Promessa               | Joaquim «Quim» Pimenta  | Elenco Principal                   | SIC   |